# Коновницын, Пётр Петрович
Граф (с 12 декабря 1819) Пётр Петро́вич Коновни́цын (1764—1822) — военный и государственный деятель Российской империи, генерал от инфантерии (1817). Военный министр Российской империи (1815—1819).

## Биография

### Военная служба
Родился в Пскове в семье местного помещика Петра Петровича Коновницына, впоследствии петербургского губернатора. Из дворянского рода, производящего себя от одного корня с Романовыми (то есть от Андрея Кобылы). Детство и юношеские годы провёл в родовом имении Кярово Гдовского уезда Санкт-Петербургской губернии
В 1770 году записан в Артиллерийский и инженерный шляхетский кадетский корпус. 27 сентября (8 октября) 1774 года — фурьером в Семёновский лейб-гвардии полк). Образование и воспитание получил домашнее. Действительную службу начал с 1 (12) января 1785 года в Семёновском лейб-гвардии полку подпрапорщиком. Участник русско-шведской войны 1788—1790 годов.
22 июня (3 июля) 1791 года направлен с чином премьер-майора на войну с Турцией. 27 августа (7 сентября) был произведён в подполковники и назначен адъютантом Г. А. Потёмкина — «на вакансию капитана 2-го ранга Сенявина». В боевых действиях не успел принять участия, так как в Яссах вскоре состоялось заключение мира. В Яссах он впервые встретился с М. И. Кутузовым.
12 (23) февраля 1792 года произведён в полковники и 1 июня назначен командиром Старооскольского мушкетёрского полка. Участвовал в польских кампаниях 1792 и 1794 годов.
24 мая (4 июня) 1794 года в битве под Хелмом Старооскольский полк, построившись в каре, отбивал атаки польской конницы, после чего перешёл в контратаку против польской пехоты. Коновницын лично повёл второй батальон, и после короткой рукопашной схватки польская пехотная бригада была обращена в бегство. За время кампании Старооскольский полк потерял 417 человек погибшими и умершими из 2800.
15 (26) сентября 1794 года был награждён орденом Святого Георгия 4-й степени (№ 537): 
За отличную храбрость, оказанную против польских мятежников 22 июня при Слониме, где он дал мужественный отпор многочисленному неприятелю.
17 (28) сентября 1797 года произведён в генерал-майоры и назначен шефом Киевского гренадерского полка, 12 (23) марта 1798 года — шефом Углицкого мушкетёрского полка; 2 (13) ноября 1798 года был отправлен в отставку и восемь лет провел уединённо в своём имении Кярово. Много времени посвятил своему самообразованию, в том числе в военных науках.
В 1806 году, с началом войны России и Пруссии против Наполеона, прибыл в Петербург, где в декабре, с одобрения императора Александра I, был избран начальником земского ополчения Санкт-Петербургской губернии. Участвовал в формировании и направлении на театр военных действий новых войск. Награждён орденом Святой Анны 1-й степени. Александр I пожаловал ему 3000 десятин земли и пожелал увидеть его вновь на военной службе. 25 ноября (7 декабря) 1807 года вновь вступил на действительную службу и назначен в Свиту Его Императорского Величества.
20 января (1 февраля) 1808 года был назначен дежурным генералом к Ф. Ф. Буксгевдену, возглавлявшему русскую армию в русско-шведской войне 1808—1809 годов. В основные задачи Коновницына входило обеспечение армии всеми необходимыми материальными средствами, но он не упускал возможности лично участвовать в боевых действиях. За активное участие во взятии Свартхольма и Свеаборга (6 [18] марта) Коновницын 12 (24) апреля был пожалован чином генерал-лейтенанта. 21 июля (2 августа) в морском сражении вблизи острова Кимито он принял на себя командование в морском бою — возглавил гребную флотилию, отразившую нападение 12 шведских канонерских лодок. 17 февраля (1 марта) 1809 года награждён орденом Святого Георгия 3-й степени (№ 195): 
В воздаяние отличнаго мужества и храбрости, оказанных в нынешнюю кампанию против шведов в сражении 21 июля на острове Кимито, где преследовал с неустрашимостию и поражал ретирующагося от мызы Вестинсиери до пункта десанта неприятеля, который понес сильное поражение.
С 24 апреля (6 мая) 1809 года назначен шефом Черниговского мушкетерского полка и начальником 3-й пехотной дивизии. В связи с участием России в континентальной блокаде Англии и ограничением действий её флота, дивизия Коновницына охраняла берега Балтийского моря. Дивизия входила в состав 1-й Западной армии Барклая-де-Толли и располагалась в районе Вильно. Пётр Петрович вывел дивизию в число лучших по боевой подготовке, что было отмечено императором во время боевого смотра в 1812 году.

### Кампания 1812 года
В начале войны 1812 года 3-я пехотная дивизия Коновницына была в корпусе генерала Н. А. Тучкова в составе 1-й Западной армии М. Б. Барклая-де-Толли. 14 июля при Островне дивизия вступила в первый бой с французами. Сменив корпус генерала А. И. Остермана-Толстого, она целый день сдерживала натиск противника, обеспечивая отход главных сил армии — сперва против Мюрата и Богарне, а потом и против Наполеона.
5 (16) августа он защищал Малаховские ворота Смоленска, оставаясь раненым в строю, 6 (17) августа сражался при Лубине. В Смоленске солдаты 3-й пехотной дивизии взяли Смоленскую икону Божией Матери, которую привезли в Москву и в день Бородинского сражения пронесли перед русскими войсками.
7 (19) августа отличился в бою у Валутиной горы. С 17 (29) августа командовал арьергардом объединённых армий; под его командованием находились войска численностью до 30 тысяч человек. Ежедневно участвовал в стычках с кавалерийскими корпусами Мюрата. 19 (31) августа выдержал под Гжатском 13-часовой бой с тремя корпусами противника, а 23 августа (4 сентября) в течение 10 часов у села Гриднево отбивал атаки Даву и Мюрата.
В день Бородинского сражения дивизия Коновницына заняла оборону на старой Смоленской дороге, но когда выявилось главное направление удара Наполеона — против русского левого фланга, дивизия была спешно направлена на помощь Багратиону. Прибыв к Багратионовым флешам в 10 часов утра, Коновницын ударом в штыки выбил оттуда французов. После того как Багратион был тяжело ранен и унесён с поля боя, Коновницын возглавил оборону левого фланга. Временное замешательство 2-й армии, потерявшей своего командующего, привело к потере флешей, и Коновницын был вынужден отвести войска на 300—400 метров назад — за Семёновский овраг, где, используя высоты, он организовал прочную оборону. Прибывший руководить 2-й армией генерал от инфантерии Дохтуров одобрил все его распоряжения. В этот день Коновницын получил 2 контузии.
28 августа (9 сентября) главнокомандующий Кутузов назначил Коновницына командиром 3-го корпуса (вместо смертельно раненого Н. А. Тучкова). На военном совете в Филях Коновницын голосовал за новое сражение под Москвой. Решение главнокомандующего об оставлении Москвы он воспринял, как и большинство других генералов, с болью. «От сего волосы встали дыбом» — признавался он позже.
4 (16) сентября Кутузов назначил Коновницына дежурным генералом штаба русской армии. С этого времени Пётр Петрович стал первым докладчиком у главнокомандующего, через него проходила вся боевая переписка Кутузова с подчинёнными ему военачальниками. Бумаги за подписью Коновницына отсылались Великому князю Константину Павловичу и А. А. Аракчееву. Коновницын сетовал в одном из писем: 
Я жив, но замучен должностью, готов идти под пули и картечь, лишь бы здесь не оставаться. Если меня бумажными делами не уморят, то по крайней мере совсем мой разум и память обессилят.
В Тарутинском лагере он занимался приёмом и распределением пополнений, их обучением и подготовкой. Несмотря на недомогание (его мучила сильная лихорадка) и данное Кутузову обещание не рисковать своей жизнью, Пётр Петрович принял участие в Тарутинском бою. Под Малоярославцем Кутузов был вынужден послать Коновницына с 3-й дивизией выбить французов из города. В должности дежурного генерала Коновницын находился при Кутузове всё время преследования наполеоновской армии вплоть до занятия русскими войсками Вильно.
Боевая деятельность П. П. Коновницына в 1812 году была отмечена Золотой шпагой «За храбрость» с алмазами, орденами Святого Владимира 2-й степени, Святого Александра Невского, Святого Георгия 2-й степени и званием генерал-адъютанта. А. И. Михайловский-Данилевский писал в своих дневниках о Коновницыне следующее:

«Генерал Коновницын в нашей армии являл собою модель храбрости и надежности, на которого можно всегда положиться… Этот человек, достойный уважения во всех отношениях, сделал больше, чем любой другой генерал для спасения России, и эта заслуга сейчас забыта. Но он навсегда сохранит в нашей истории имя, которое зависть не сможет вырвать из этой памяти. Я не буду говорить о его победах в Витебске и Смоленске, где он один командовал армией, я не буду говорить о его подвигах, как блестящего генерала арьергарда, но я скажу только одно, что после того, как врагу сдали Москву, наша армия находилась в состоянии полной дезорганизации, когда все отчаивались в спасении родины. Князь Кутузов и все его генералы просили генерала Коновницына встать во главе генерального штаба армии. Он принял этот труднейший пост в Красной Пахре, и он исполнял его со всей возможной ревностью и энергией, и ему удалось сформировать из самой разбредшейся, самой дезорганизованной армии, первую армию мира, которая побивала Наполеона и всю Европу, объединившуюся против нас. Во всех последующих делах, которые произошли после, он был первым во главе наших колонн. Именно он командовал лично вечно памятными битвами при Тарутине и Малоярославце. Это подлинный русский, который умеет по-настоящему ценить доблесть и знает подлинную цену иностранцам. „Никогда, — говорит он, — я не дам иностранцу звания генерала. Давайте им денег, сколько хотите, но не давайте почестей, потому что это — наемники“. Что касается меня, то я почитаю себя счастливым своим знакомством с ним. Люди, подобные ему, редки. И когда он умрет, я напишу на его могиле: „Sit ti bi terra levis“... Коновницын только раз посоветовал отступить. Это было в Красной Пахре».

В знак признательности своему любимцу главнокомандующий М. И. Кутузов в феврале 1813 года вручил П. П. Коновницыну принадлежащий ему знак ордена Св. Георгия 2-го класса (позднее, в 1814 году в Париже этот знак у Коновницына «временно изъяли» для срочного вручения новому кавалеру ордена британскому фельдмаршалу Артуру Веллингтону, в настоящее время он хранится в Лондонском музее Веллингтона; Коновницыну взамен из Капитула орденов был выслан новый знак ордена).

### Заграничные походы
В январе 1813 года Пётр Петрович был назначен командиром Гренадерского корпуса, который в иерархии русской армии считался вторым после Гвардейского. Первое сражение, в котором принял участие корпус, было сражение при Лютцене. Это сражение для Коновницына стало последним, когда он руководил войсками непосредственно на поле боя. 20 апреля (2 мая) 1813 года, объезжая верхом позиции, он был тяжело ранен «пулею ниже колена в левую ногу навылет с повреждением верхних костей». Рана оказалась опасной для жизни. На поле боя присутствовал Александр I и ночью этого же 20 апреля посетил раненного Коновницына на квартире в Лебештедте.
Вернувшись в сентябре в армию, он был определён находиться при Александре I, выполняя его поручения. За участие в сражении под Лейпцигом получил орден Святого Владимира 1-й степени.

В 1814—1815 годах Коновницын выполнял почётное поручение императора сопровождать за границей великих князей Михаила и Николая в качестве их военного наставника и ментора. В своём письме великим князьям императрица-мать Мария Фёдоровна напутствовала: 
Генерал Коновницын, который будет при вас, уважаем во всех отношениях и особенно пользуется репутацией изысканной храбрости: следуйте же в момент опасности без страха и сомнения его советам, которые всегда будут соответствовать чести и уважайте их как приказы, исходящие от самого императора или меня.

### Военный министр
12 (24) декабря 1815 года Коновницын был назначен на должность военного министра, введён в Государственный совет, Комитет министров и Сенат.

По результатам первого года работы Коновницына на посту министра в его формулярном списке появилась запись: 
1817-го Генваря 1-го за труды и отличную попечительность в управлении военным Министерством и благоразумные распоряжения оказанные в нарочитом сбережении расходов по военно-хозяйственной части, пожалованы знаки, ордена Святого Александра Невского алмазами украшенные.
12 (24) декабря 1817 года произведён в полные генералы, получив чин генерала от инфантерии.
6 (18) мая 1819 года Коновницын был вынужден просить Александра I об отпуске на лечение. Сказалось огромное напряжение сил в военное время, раны, особенно — полученная при Люцене. Император сообщил в личном письме, что удовлетворяет прошение: 
Я увольняю вас в отпуск к минеральным водам. Мне весьма приятно будет видеть желаемое действие оных в скорейшем восстановлении вашего здоровья.

### Последние годы жизни
25 ноября (7 декабря) 1819 года император направил указ Сенату: 
По особой доверенности Военному Министру Генералу от Инфантерии Коновницыну повелеваю ему быть Главным Директором Корпусов Пажеского, Первого и Второго кадетских, Дворянского полка, Императорского военного сиротского дома, Смоленского Кадетского корпуса и Дворянского эскадрона под начальством Его Императорского Высочества Цесаревича, членом Совета о военных училищах и комитета под ведением сего Совета состоящего.
В том же году 12 (24) декабря Коновницын был возведён в графское достоинство.
28 августа (9 сентября) 1822 года Пётр Петрович Коновницын скончался на загородной даче под Петергофом. На отпевании в церкви Кадетского корпуса присутствовали первые государственные лица. Великий князь Николай Павлович, бывший его воспитанник, участвовал в выносе гроба, который затем отправили в родовое имение Коновницыных — усадьбу Кярово, где состоялось погребение П. П. Коновницына.
Более четверти века граф Коновницын находился в строю. Как писал он сам, за годы службы «был в действительных сражениях с поляками — в 4-х, со шведами в 22-х, с французами, с 15-ю при них нациями, в 21-м. Итого в настоящих делах, кроме аванпостных, шармюцелей и рекогнисцировок разных в 47-ми».
Известен его дневник, охватывающий события 1813—1815 годов (публиковался во фрагментах). Оказал большое содействие своему бывшему адъютанту Д. И. Ахшарумову в написании и издании первой истории Отечественной войны — «Описание войны 1812 года».

## Семья
Пётр Петрович Коновницын был женат на своей родственнице Анне Ивановне Корсаковой (1769—1843), дочери Ивана Ивановича Корсакова (1735—1805) и Агафьи Григорьевны, урождённой Коновницыной (1750—1826). В браке родились:
- Елизавета (1802—1867)
- Пётр (1803—1830)
- Иван (1806—1867)
- Григорий (1809—1846)
- Александр (1812—1842)

Сыновья Пётр и Иван состояли в Северном тайном обществе; Пётр был осуждён по девятому разряду, а Иван прощён «ради заслуг покойного отца». Дочь Елизавета Петровна, бывшая замужем за декабристом М. М. Нарышкиным, добровольно последовала за ним в Сибирь.

## Награды
- Орден Святого Георгия 4-го класса (15.09.1794)
- Орден Святой Анны 1-й степени (01.08.1807)
- Орден Святого Георгия 3-го класса (17.02.1809)
- Орден Святого Владимира 2-й степени (07.08.1812)
- Золотая шпага с надписью «За храбрость», украшенная алмазами (04.09.1812)
- Орден Святого Александра Невского (02.11.1812)
- Орден Святого Георгия 2-го класса (15.02.1813)
- Орден Святого Владимира 1-й степени (08.10.1813)
- Алмазные знаки к ордену Святого Александра Невского (01.01.1817)
- Серебряная медаль «В память Отечественной войны 1812 года»
- Бронзовая медаль «В память Отечественной войны 1812 года»
- Золотая медаль «Земскому войску» на Владимирской ленте

Иностранные:
- австрийский орден Леопольда 3-й степени
- баварский Военный орден Максимилиана Иосифа 3-й степени
- прусский Орден Красного орла 1-го класса
- французский Орден Святого Людовика 3-й степени

## Память
Вдова Коновницына установила перед господским домом в имении Кярово его бюст, позднее перенесённый в гостиную дома. На мраморном постаменте над могилой в Покровской церкви она поставила образ Божией Матери. Риза образа была отлита из Золотой шпаги «За храбрость», которой генерал был награждён за Бородинское сражение.
В Гдове в 2014 году установлен памятник Петру Коновницину работы белорусского скульптора И. В. Голубева.
Лев Толстой запечатлел образ генерала Петра Коновницына в романе «Война и мир».

## Образ в кино
- «Кутузов» (1943) — актёр Константин Шиловцев